# جون دوغرتي
جون دوغرتي (بالإنجليزية: John Dougherty)‏ هو كاهن كاثوليكي أمريكي، ولد في 29 أبريل 1932 في سكرانتون في الولايات المتحدة.